# Pervenstvo Professional'noj Futbol'noj Ligi 2013-2014
La Pervenstvo Professional'noj Futbol'noj Ligi 2013-2014 (in russo: Lega del Campionato professionistico di calcio 2013-2014) è stata la 22ª edizione della PFN Ligi, terza serie del campionato russo di calcio. È stata la prima con questa denominazione: in precedenza era chiamata Vtorj divizion.

## Stagione

### Novità
Il numero di squadre passò da 73 a 72; tra le squadre della precedente stagione non si iscrissero Karelija Petrozavodsk, Spartak Tambov (sostituita dal neonato Tambov), Slavjanskij (che cedette il titolo sportivo al Vitjaz' Krymsk), Gornjak Učaly, Akademija Dimitrovgrad, Dinamo Barnaul e Kavkaztransgaz-2005 (che cedette il titolo sportivo al Gazprom-Transgaz-Stavropol'.
Tra le retrocesse Orël, SKA Rostov (che cambiò denominazione), Spartak Joškar-Ola e Sibir'-2 furono riammesse, con il solo Piter San Pietroburgo effettivamente retrocesso. Le citate squadre unitamente a Chimik Dzeržinsk, Arsenal Tula, Angušt Nazran', Gazovik Orenburg e Luč-Ėnergija, promosse in PFN Ligi, furono sostituite da Chimki e Volgar' Astrachan', retrocesse dalla PFN Ligi e da due sole squadre promosse dai dilettanti (le vincitrici degli altri gironi, come spesso capitava, rinunciarono ai professionisti): Kolomna e Dinamo Brjansk.
Le altre neoiscritte, oltre alle già citate quattro retrocesse e riammesse, furono le ripescate tra i dilettanti Strogino Mosca, Torpedo Vladimir, Tosno, Zenit-2 e Spartak-2 Mosca, oltre alle neonate formazioni riserve: Terek Groznyj-2 e Krasnodar-2.

### Formula
Il numero di partecipanti variava a seconda del girone: in particolare nel Girone Est c'erano solo nove squadre al via, in quello Urali-Volga dodici. In tutti i gironi erano assegnati tre punti per la vittoria, uno per il pareggio e zero per la sconfitta.
Nei Gironi Ovest, Centro e Sud si giocavano turni di andata e ritorno, la promozione in seconda serie era riservata alla sola prima classificata di ogni girone, mentre veniva retrocessa nei dilettanti l'ultima classificata di ogni girone.
Nel Girone Urali-Volga il campionato era diviso in due fasi: nella prima si giocavano turni di andata e ritorno tra le dodici partecipanti. Le prime sei classificate della prima fase giocavano nel Girone Promozione un girone di sola andata (ulteriori cinque gare per squadra): la prima veniva promossa in seconda serie. Le ultime sei classificate della prima fase giocavano nel Girone Salvezza un girone di sola andata (ulteriori cinque gare per squadra): l'ultima classificata veniva retrocessa tra i dilettanti. I punti della prima fase erano conservati nella seconda.
Nel Girone Est si disputavano tre turni di gara (andata-ritorno-andata): la prima classificata era promosso in seconda serie, mentre non erano previste retrocessioni.

### Avvenimenti
Durante la lunga pausa invernale si verificarono due defezioni: nel Girone Ovest il Rus' S.Pietroburgo si ritirò dopo 25 giornate; nel Girone Centro il Metallurg-Oskol si ritirò dopo 20turni; in entrambi i casi per le rimanenti gare la vittoria per 3-0 fu attribuita alle avversarie.

## Girone Ovest

### Squadre partecipanti
| Squadra             | Città           | Stagione precedente                                  |
| ------------------- | --------------- | ---------------------------------------------------- |
| Chimki              | Chimki          | 16º posto in PFN Ligi                                |
| Dnepr Smolensk      | Smolensk        | 6º nel Girone Ovest di Vtoroj divizion               |
| Dolgoprudnyj        | Dolgoprudnyj    | 4º nel Girone Ovest di Vtoroj divizion               |
| Kolomna             | Kolomna         | 1° nel Girone A Podmoskov' dei dilettanti            |
| Lokomotiv-2 Mosca   | Mosca           | 7º nel Girone Ovest di Vtoroj divizion               |
| Pskov-747           | Pskov           | 2º nel Girone Ovest di Vtoroj divizion               |
| Rus' S.Pietroburgo  | San Pietroburgo | 13º nel Girone Ovest di Vtoroj divizion              |
| Sever Murmansk      | Murmansk        | 9º nel Girone Ovest di Vtoroj divizion               |
| Spartak Kostroma    | Kostroma        | 8º nel Girone Ovest di Vtoroj divizion               |
| Strogino Mosca      | Mosca           | 12° nel Girone Mosca dei dilettanti, ripescato       |
| Tekstilščik Ivanovo | Ivanovo         | 3º nel Girone Ovest di Vtoroj divizion               |
| Torpedo Vladimir    | Vladimir        | 4° nel Girone Anello d'Oro dei dilettanti, ripescato |
| Tosno               | Tichvin         | 2° nel Girone Severo-Zapad dei dilettanti, ripescato |
| Volga Tver'         | Tver'           | 5º nel Girone Ovest di Vtoroj divizion               |
| Vologda             | Vologda         | 11º nel Girone Ovest di Vtoroj divizion              |
| Zenit-2             | San Pietroburgo | 10° nel Girone Mosca dei dilettanti, ripescato       |
| Znamja Truda        | Orechovo-Zuevo  | 12º nel Girone Ovest di Vtoroj divizion              |

### Classifica finale
|  | Pos. | Squadra             | Pt | G  | V  | N  | P  | GF | GS | DR  |
|  | ---- | ------------------- | -- | -- | -- | -- | -- | -- | -- | --- |
|  | 1.   | Tosno               | 71 | 32 | 21 | 8  | 3  | 51 | 16 | +35 |
|  | 2.   | Tekstilščik Ivanovo | 67 | 32 | 20 | 7  | 5  | 58 | 32 | +26 |
|  | 3.   | Chimki              | 58 | 32 | 16 | 10 | 6  | 67 | 37 | +30 |
|  | 4.   | Pskov-747           | 56 | 32 | 17 | 5  | 10 | 44 | 31 | +13 |
|  | 5.   | Dnepr Smolensk      | 52 | 32 | 15 | 7  | 10 | 48 | 43 | +5  |
|  | 6.   | Torpedo Vladimir    | 49 | 32 | 14 | 7  | 11 | 48 | 38 | +10 |
|  | 7.   | Sever Murmansk      | 48 | 32 | 13 | 9  | 10 | 39 | 34 | +5  |
|  | 8.   | Dolgoprudnyj        | 45 | 32 | 12 | 9  | 11 | 40 | 32 | +8  |
|  | 9.   | Lokomotiv-2 Mosca   | 45 | 32 | 11 | 12 | 9  | 49 | 40 | +9  |
|  | 10.  | Zenit-2             | 43 | 32 | 11 | 10 | 11 | 43 | 43 | +0  |
|  | 11.  | Strogino Mosca      | 39 | 32 | 11 | 6  | 15 | 37 | 39 | -2  |
|  | 12.  | Spartak Kostroma    | 36 | 32 | 10 | 6  | 16 | 31 | 33 | -2  |
|  | 13.  | Kolomna             | 35 | 32 | 10 | 5  | 17 | 32 | 56 | -24 |
|  | 14.  | Znamja Truda        | 30 | 32 | 7  | 9  | 16 | 19 | 52 | -33 |
|  | 15.  | Vologda             | 29 | 32 | 7  | 8  | 17 | 34 | 49 | -15 |
|  | 16.  | Volga Tver'         | 26 | 32 | 6  | 8  | 18 | 28 | 52 | -24 |
|  | 17.  | Rus' S.Pietroburgo  | 20 | 32 | 4  | 8  | 20 | 16 | 57 | -41 |

### Verdetti
- Tosno promosso in Pervenstvo Futbol'noj Nacional'noj Ligi 2014-2015.
- Rus' San Pietroburgo retrocesso tra i dilettanti.

### Risultati
|                      | TOS  | TEI  | CHI  | P47  | DNS  | TOV  | SEM  | DOL  | L2M  | ZE2  | STM  | SPK  | KOL  | ZNT  | VOL  | VOT  | RSP  |
| Tosno                | ---- | 1-0  | 0-0  | 2-0  | 1-0  | 6-1  | 1-0  | 0-1  | 0-0  | 3-3  | 1-0  | 1-0  | 4-1  | 5-0  | 2-0  | 1-0  | 3-0  |
| Tekstilščik Ivanovo  | 0-0  | ---- | 2-1  | 3-0  | 3-2  | 2-0  | 0-0  | 2-2  | 3-2  | 2-2  | 1-0  | 0-0  | 4-1  | 3-1  | 3-1  | 3-3  | 2-0  |
| Chimki               | 0-1  | 2-3  | ---- | 2-0  | 3-0  | 2-1  | 1-3  | 2-2  | 6-0  | 2-0  | 1-0  | 3-1  | 6-1  | 1-1  | 4-1  | 1-2  | 4-0  |
| Pskov-747            | 1-3  | 2-3  | 1-1  | ---- | 2-0  | 3-0  | 2-0  | 1-0  | 0-2  | 0-1  | 1-0  | 3-1  | 1-0  | 1-0  | 2-0  | 3-1  | 3-0  |
| Dnepr Smolensk       | 2-2  | 0-2  | 2-0  | 1-1  | ---- | 1-1  | 2-0  | 3-2  | 1-1  | 2-1  | 2-1  | 2-1  | 2-1  | 1-0  | 2-1  | 1-2  | 3-0  |
| Torpedo Vladimir     | 0-1  | 2-1  | 2-2  | 0-0  | 2-3  | ---- | 2-0  | 0-0  | 2-1  | 0-0  | 2-1  | 1-0  | 4-1  | 1-0  | 2-3  | 4-0  | 1-0  |
| Sever Murmansk       | 0-0  | 2-1  | 2-2  | 2-1  | 4-1  | 1-0  | ---- | 1-1  | 1-1  | 2-4  | 4-0  | 3-1  | 2-0  | 0-0  | 2-0  | 1-0  | 0-0  |
| Dolgoprudnyj         | 0-0  | 1-3  | 1-2  | 0-2  | 2-1  | 1-0  | 3-1  | ---- | 1-1  | 1-2  | 2-1  | 0-0  | 1-0  | 3-0  | 4-1  | 4-0  | 0-0  |
| Lokomotiv-2 Mosca    | 0-1  | 2-0  | 2-2  | 3-1  | 2-1  | 0-2  | 0-1  | 3-0  | ---- | 1-1  | 2-2  | 0-1  | 2-2  | 4-0  | 2-1  | 0-0  | 3-0  |
| Zenit-2              | 3-1  | 2-3  | 1-3  | 0-3  | 3-0  | 1-6  | 1-1  | 0-1  | 1-0  | ---- | 0-1  | 2-1  | 2-0  | 4-0  | 0-0  | 1-0  | 0-0  |
| Strogino Mosca       | 0-1  | 1-2  | 2-2  | 2-3  | 0-0  | 0-3  | 3-0  | 1-0  | 4-1  | 2-2  | ---- | 2-1  | 2-0  | 3-0  | 0-3  | 1-2  | 2-1  |
| Spartak Kostroma     | 1-1  | 0-1  | 0-1  | 1-0  | 2-4  | 2-0  | 0-1  | 1-0  | 0-2  | 2-1  | 0-0  | ---- | 3-0  | 6-0  | 1-0  | 1-0  | 3-0  |
| Kolomna              | 0-2  | 2-1  | 0-1  | 1-1  | 0-3  | 3-3  | 3-0  | 0-2  | 2-4  | 1-0  | 1-0  | 1-0  | ---- | 1-0  | 3-1  | 2-1  | 0-0  |
| Znamja Truda         | 1-0  | 0-3  | 2-5  | 0-0  | 0-1  | 1-1  | 1-0  | 2-1  | 1-5  | 0-0  | 0-1  | 0-0  | 0-0  | ---- | 1-0  | 1-1  | 1-0  |
| Vologda              | 1-2  | 0-0  | 2-3  | 1-2  | 1-1  | 1-3  | 2-1  | 1-1  | 0-0  | 3-0  | 1-1  | 1-0  | 0-1  | 1-1  | ---- | 2-1  | 3-0  |
| Volga Tver'          | 0-1  | 0-1  | 0-0  | 1-3  | 0-2  | 0-2  | 1-1  | 1-0  | 2-2  | 1-4  | 0-1  | 1-1  | 4-1  | 0-2  | 2-2  | ---- | 1-0  |
| Rus' San Pietroburgo | 1-4  | 0-1  | 2-2  | 0-1  | 2-2  | 1-0  | 0-3  | 0-3  | 1-1  | 1-1  | 0-3  | 2-0  | 0-3  | 0-3  | 2-0  | 3-1  | ---- |
| -------------------- | ---- | ---- | ---- | ---- | ---- | ---- | ---- | ---- | ---- | ---- | ---- | ---- | ---- | ---- | ---- | ---- | ---- |

## Girone Centro

### Squadre partecipanti
| Squadra          | Città            | Stagione precedente                                 |
| ---------------- | ---------------- | --------------------------------------------------- |
| Avangard Kursk   | Kursk            | 9º nel Girone Centro di Vtoroj divizion             |
| Dinamo Brjansk   | Brjansk          | 1° nel Girone Černozem'e dei dilettanti             |
| Fakel Voronež    | Voronež          | 2º nel Girone Centro di Vtoroj divizion             |
| Kaluga           | Kaluga           | 5º nel Girone Centro di Vtoroj divizion             |
| Lokomotiv Liski  | Liski            | 10º nel Girone Centro di Vtoroj divizion            |
| Metallurg Lipeck | Lipeck           | 4º nel Girone Centro di Vtoroj divizion             |
| Metallurg Vyksa  | Vyksa            | 13º nel Girone Centro di Vtoroj divizion            |
| Metallurg-Oskol  | Staryj Oskol     | 14º nel Girone Centro di Vtoroj divizion            |
| Orël             | Orël             | 16º nel Girone Centro di Vtoroj divizion, ripescato |
| Podol'e          | Podol'skij rajon | 7º nel Girone Centro di Vtoroj divizion             |
| Sokol Saratov    | Saratov          | 3º nel Girone Centro di Vtoroj divizion             |
| Spartak-2 Mosca  | Mosca            | 11° nel Girone Mosca dei dilettanti, ripescato      |
| Tambov           | Tambov           | 15º nel Girone Centro di Vtoroj divizion            |
| Vitjaz' Podol'sk | Podol'sk         | 8º nel Girone Centro di Vtoroj divizion             |
| Zenit Penza      | Penza            | 6º nel Girone Centro di Vtoroj divizion             |
| Zvezda Rjazan'   | Rjazan'          | 11º nel Girone Centro di Vtoroj divizion            |

### Classifica finale
|  | Pos. | Squadra          | Pt | G  | V  | N  | P  | GF | GS | DR  |
|  | ---- | ---------------- | -- | -- | -- | -- | -- | -- | -- | --- |
|  | 1.   | Sokol Saratov    | 69 | 30 | 21 | 6  | 3  | 62 | 24 | +38 |
|  | 2.   | Vitjaz' Podol'sk | 60 | 30 | 19 | 3  | 8  | 51 | 32 | +19 |
|  | 3.   | Fakel Voronež    | 60 | 30 | 17 | 9  | 4  | 47 | 21 | +26 |
|  | 4.   | Spartak-2 Mosca  | 50 | 30 | 15 | 5  | 10 | 58 | 40 | +18 |
|  | 5.   | Dinamo Brjansk   | 48 | 30 | 14 | 6  | 10 | 35 | 32 | +3  |
|  | 6.   | Kaluga           | 45 | 30 | 12 | 9  | 9  | 44 | 36 | +8  |
|  | 7.   | Podol'e          | 42 | 30 | 13 | 3  | 14 | 41 | 52 | -11 |
|  | 8.   | Avangard Kursk   | 42 | 30 | 12 | 6  | 12 | 37 | 39 | -2  |
|  | 9.   | Metallurg Lipeck | 40 | 30 | 11 | 7  | 12 | 35 | 36 | -1  |
|  | 10.  | Zenit Penza      | 35 | 30 | 7  | 14 | 9  | 28 | 29 | -1  |
|  | 11.  | Zvezda Rjazan'   | 33 | 30 | 7  | 12 | 11 | 20 | 30 | -10 |
|  | 12.  | Tambov           | 31 | 30 | 8  | 7  | 15 | 38 | 44 | -6  |
|  | 13.  | Orël             | 29 | 30 | 8  | 5  | 17 | 30 | 41 | -11 |
|  | 14.  | Lokomotiv Liski  | 29 | 30 | 7  | 8  | 15 | 31 | 42 | -11 |
|  | 15.  | Metallurg Vyksa  | 29 | 30 | 6  | 11 | 13 | 25 | 40 | -15 |
|  | 16.  | Metallurg-Oskol  | 19 | 30 | 4  | 7  | 19 | 22 | 66 | -44 |

### Verdetti
- Sokol Saratov promosso in Pervenstvo Futbol'noj Nacional'noj Ligi 2014-2015.
- Metallurg-Oskol retrocesso tra i dilettanti.

### Risultati
|                  | SOS  | VIP  | FAV  | S2M  | DIB  | KAL  | POD  | AVK  | MEL  | ZEP  | ZVR  | TAM  | ORE  | LOL  | MEV  | MEO  |
| Sokol Saratov    | ---- | 2-1  | 2-1  | 3-0  | 4-0  | 2-0  | 2-0  | 2-1  | 2-2  | 2-1  | 3-0  | 5-0  | 3-1  | 3-1  | 1-0  | 1-1  |
| Vitjaz' Podol'sk | 4-2  | ---- | 0-1  | 3-2  | 3-1  | 1-0  | 4-3  | 0-1  | 3-1  | 1-2  | 2-0  | 2-1  | 1-0  | 2-1  | 2-0  | 3-0  |
| Fakel Voronež    | 2-1  | 1-1  | ---- | 1-0  | 1-0  | 2-0  | 3-0  | 3-0  | 2-1  | 2-0  | 1-0  | 2-1  | 1-1  | 5-1  | 1-1  | 0-0  |
| Spartak-2 Mosca  | 0-3  | 2-3  | 1-2  | ---- | 3-2  | 3-2  | 6-2  | 5-1  | 4-1  | 0-0  | 0-0  | 2-0  | 2-1  | 3-0  | 3-1  | 2-0  |
| Dinamo Brjansk   | 2-2  | 0-0  | 1-0  | 1-2  | ---- | 1-0  | 0-1  | 0-1  | 2-1  | 0-0  | 1-1  | 2-1  | 2-0  | 2-0  | 2-0  | 3-0  |
| Kaluga           | 0-0  | 1-1  | 0-2  | 1-0  | 3-1  | ---- | 3-3  | 0-1  | 2-2  | 1-0  | 2-4  | 0-0  | 2-1  | 2-1  | 3-0  | 3-0  |
| Podol'e          | 1-2  | 1-2  | 1-1  | 1-3  | 0-1  | 2-2  | ---- | 0-1  | 3-1  | 2-1  | 1-0  | 3-2  | 0-1  | 1-0  | 2-0  | 3-0  |
| Avangard Kursk   | 2-3  | 0-1  | 2-2  | 2-3  | 2-3  | 0-1  | 2-0  | ---- | 1-0  | 3-1  | 1-1  | 0-0  | 2-2  | 1-0  | 1-1  | 0-1  |
| Metallurg Lipeck | 1-0  | 2-0  | 1-0  | 1-1  | 0-1  | 1-2  | 1-2  | 2-0  | ---- | 0-0  | 2-0  | 0-2  | 2-1  | 2-0  | 1-1  | 2-0  |
| Zenit Penza      | 0-0  | 1-2  | 0-3  | 1-1  | 0-1  | 0-0  | 3-0  | 2-1  | 0-1  | ---- | 0-0  | 1-1  | 2-0  | 1-0  | 2-2  | 3-0  |
| Zvezda Rjazan'   | 0-1  | 0-3  | 0-0  | 1-1  | 0-1  | 1-3  | 0-1  | 1-0  | 1-3  | 0-0  | ---- | 1-0  | 1-0  | 0-0  | 0-0  | 0-0  |
| Tambov           | 1-2  | 2-1  | 0-2  | 2-1  | 1-1  | 2-2  | 3-1  | 3-4  | 0-0  | 2-3  | 1-2  | ---- | 4-2  | 2-0  | 3-1  | 1-2  |
| Orël             | 2-2  | 1-0  | 1-3  | 0-2  | 1-2  | 0-2  | 5-1  | 0-1  | 3-1  | 1-1  | 0-0  | 1-0  | ---- | 0-1  | 0-1  | 3-0  |
| Lokomotiv Liski  | 0-1  | 2-0  | 1-1  | 2-1  | 3-1  | 2-2  | 2-3  | 1-1  | 3-0  | 0-0  | 2-2  | 1-0  | 0-1  | ---- | 0-0  | 3-0  |
| Metallurg Vyksa  | 0-3  | 0-1  | 2-0  | 3-2  | 0-0  | 2-1  | 0-1  | 1-2  | 0-0  | 1-1  | 0-2  | 0-0  | 0-1  | 3-2  | ---- | 3-1  |
| Metallurg-Oskol  | 0-3  | 2-4  | 2-2  | 0-3  | 2-1  | 1-4  | 1-2  | 0-3  | 0-3  | 2-2  | 1-2  | 0-3  | 2-0  | 2-2  | 2-2  | ---- |
| ---------------- | ---- | ---- | ---- | ---- | ---- | ---- | ---- | ---- | ---- | ---- | ---- | ---- | ---- | ---- | ---- | ---- |

## Girone Sud

### Squadre partecipanti
| Squadra                     | Città          | Stagione precedente                              |
| --------------------------- | -------------- | ------------------------------------------------ |
| Alanija-d Vladikavkaz       | Vladikavkaz    | 7º nel Girone Sud di Vtoroj divizion             |
| Astrachan'                  | Astrachan'     | 4º nel Girone Sud di Vtoroj divizion             |
| Biolog-Novokubansk          | Novokubansk    | 10º nel Girone Sud di Vtoroj divizion            |
| Černomorec Novorossijsk     | Novorossijsk   | 2º nel Girone Sud di Vtoroj divizion             |
| Dagdizel' Kaspijsk          | Kaspijsk       | 8º nel Girone Sud di Vtoroj divizion             |
| Družba Majkop               | Majkop         | 13º nel Girone Sud di Vtoroj divizion            |
| Energija Volžskij           | Volžskij       | 11º nel Girone Sud di Vtoroj divizion            |
| Gazprom-Transgaz-Stavropol' | Stavropol'     | 14º nel Girone Sud di Vtoroj divizion            |
| Krasnodar-2                 | Krasnodar      | Club di nuova istituzione                        |
| Mašuk-KMV Pjatigorsk        | Pjatigorsk     | 5º nel Girone Sud di Vtoroj divizion             |
| MITOS Novočerkassk          | Novočerkassk   | 9º nel Girone Sud di Vtoroj divizion             |
| Olimpija Volgograd          | Volgograd      | 15º nel Girone Sud di Vtoroj divizion            |
| SKVO Rostov                 | Rostov sul Don | 17º nel Girone Sud di Vtoroj divizion, ripescato |
| Taganrog                    | Taganrog       | 6º nel Girone Sud di Vtoroj divizion             |
| Terek Groznyj-2             | Groznyj        | Club di nuova istituzione                        |
| Torpedo Armavir             | Armavir        | 3º nel Girone Sud di Vtoroj divizion             |
| Vitjaz' Krymsk              | Krymsk         | 12º nel Girone Sud di Vtoroj divizion            |
| Volgar' Astrachan'          | Astrachan'     | 17º posto in PFN Ligi                            |

### Classifica finale
|  | Pos. | Squadra                     | Pt | G  | V  | N  | P  | GF | GS | DR  |
|  | ---- | --------------------------- | -- | -- | -- | -- | -- | -- | -- | --- |
|  | 1.   | Volgar' Astrachan'          | 90 | 34 | 28 | 6  | 0  | 73 | 15 | +58 |
|  | 2.   | Černomorec Novorossijsk     | 85 | 34 | 27 | 4  | 3  | 74 | 19 | +55 |
|  | 3.   | Vitjaz' Krymsk              | 60 | 34 | 17 | 9  | 8  | 48 | 31 | +17 |
|  | 4.   | Olimpija Volgograd          | 58 | 34 | 17 | 7  | 10 | 51 | 35 | +16 |
|  | 5.   | Dagdizel' Kaspijsk          | 55 | 34 | 16 | 7  | 11 | 41 | 36 | +5  |
|  | 6.   | MITOS Novočerkassk          | 54 | 34 | 15 | 9  | 10 | 42 | 27 | +15 |
|  | 7.   | Astrachan'                  | 51 | 34 | 14 | 9  | 11 | 43 | 36 | +7  |
|  | 8.   | SKVO Rostov                 | 50 | 34 | 13 | 11 | 10 | 39 | 30 | +9  |
|  | 9.   | Gazprom-Transgaz-Stavropol' | 47 | 34 | 13 | 8  | 13 | 37 | 32 | +5  |
|  | 10.  | Torpedo Armavir             | 46 | 34 | 12 | 10 | 12 | 41 | 41 | +0  |
|  | 11.  | Taganrog                    | 43 | 34 | 12 | 7  | 15 | 38 | 47 | -9  |
|  | 12.  | Mašuk-KMV Pjatigorsk        | 34 | 34 | 9  | 7  | 18 | 28 | 54 | -26 |
|  | 13.  | Alanija-d Vladikavkaz       | 33 | 34 | 10 | 3  | 21 | 43 | 65 | -22 |
|  | 14.  | Biolog-Novokubansk          | 33 | 34 | 7  | 12 | 15 | 37 | 53 | -16 |
|  | 15.  | Družba Majkop               | 32 | 34 | 8  | 8  | 18 | 26 | 47 | -21 |
|  | 16.  | Terek Groznyj-2             | 30 | 34 | 7  | 9  | 18 | 30 | 53 | -23 |
|  | 17.  | Krasnodar-2                 | 27 | 34 | 7  | 6  | 21 | 35 | 66 | -31 |
|  | 18.  | Energija Volžskij           | 21 | 34 | 5  | 6  | 23 | 31 | 70 | -39 |

### Verdetti
- Volgar' Astrachan' promosso in Pervenstvo Futbol'noj Nacional'noj Ligi 2014-2015.
- Energija Volžskij retrocesso tra i dilettanti.

### Risultati
|                            | VOA  | CEN  | VIK  | OLV  | DAK  | MIN  | AST  | SKR  | GTS  | TOA  | TAG  | MKP  | ADV  | BIN  | DRM  | TG2  | KR2  | ENV  |
| Volgar' Astrachan'         | ---- | 3-0  | 2-1  | 0-0  | 1-0  | 0-0  | 0-0  | 1-0  | 1-0  | 2-0  | 3-0  | 3-0  | 3-1  | 5-1  | 1-0  | 2-1  | 6-0  | 2-2  |
| Čern. Novorossijsk         | 1-1  | ---- | 2-1  | 2-0  | 1-0  | 1-1  | 1-0  | 2-0  | 2-0  | 3-0  | 5-0  | 4-0  | 2-0  | 1-0  | 3-0  | 2-0  | 4-0  | 4-0  |
| Vitjaz' Krymsk             | 0-1  | 2-1  | ---- | 2-1  | 0-0  | 0-0  | 3-1  | 0-2  | 1-0  | 1-0  | 1-1  | 2-2  | 5-1  | 3-1  | 2-0  | 2-0  | 1-0  | 2-0  |
| Olimpija Volgograd         | 0-3  | 1-2  | 1-1  | ---- | 0-1  | 2-1  | 1-1  | 1-0  | 2-0  | 0-1  | 0-3  | 1-1  | 4-1  | 0-1  | 5-2  | 2-0  | 4-1  | 2-1  |
| Dagdizel' Kaspijsk         | 1-2  | 1-4  | 2-2  | 1-0  | ---- | 0-2  | 4-1  | 2-1  | 1-0  | 2-0  | 2-0  | 1-0  | 3-0  | 1-1  | 1-0  | 1-0  | 2-2  | 2-1  |
| MITOS Novočerkassk         | 1-3  | 0-1  | 1-0  | 0-1  | 1-1  | ---- | 0-1  | 0-0  | 1-0  | 1-0  | 2-0  | 3-0  | 1-0  | 3-1  | 3-0  | 4-0  | 2-1  | 5-1  |
| Astrachan'                 | 2-4  | 0-2  | 3-1  | 0-1  | 2-0  | 2-1  | ---- | 1-1  | 1-1  | 1-1  | 4-0  | 1-0  | 2-1  | 1-0  | 1-0  | 2-0  | 3-1  | 0-1  |
| SKVO Rostov                | 0-0  | 1-4  | 0-0  | 1-1  | 3-0  | 1-2  | 1-0  | ---- | 2-1  | 2-0  | 1-1  | 3-0  | 3-0  | 2-1  | 1-1  | 0-0  | 2-0  | 2-0  |
| Gazprom-Transgaz-Stavropol | 0-2  | 1-1  | 0-0  | 2-0  | 1-1  | 1-0  | 2-0  | 1-0  | ---- | 0-0  | 3-2  | 0-0  | 2-0  | 0-0  | 2-0  | 1-2  | 1-0  | 6-1  |
| Torpedo Armavir            | 0-1  | 1-1  | 1-0  | 0-3  | 1-0  | 2-0  | 1-1  | 0-1  | 2-0  | ---- | 1-0  | 1-2  | 5-2  | 1-4  | 0-0  | 2-2  | 4-1  | 2-2  |
| Taganrog                   | 0-3  | 2-1  | 1-1  | 1-3  | 3-2  | 0-1  | 1-2  | 1-1  | 2-1  | 0-1  | ---- | 2-0  | 2-1  | 2-0  | 0-0  | 4-0  | 3-0  | 0-2  |
| Mašuk-KMV Pjatigorsk       | 0-2  | 0-2  | 0-2  | 0-4  | 0-2  | 2-0  | 3-2  | 0-0  | 1-2  | 2-4  | 1-0  | ---- | 1-2  | 2-2  | 1-0  | 2-0  | 1-3  | 2-0  |
| Alania-d Vladikavkaz       | 0-1  | 2-4  | 1-2  | 1-3  | 1-0  | 1-2  | 1-1  | 3-4  | 2-2  | 2-1  | 2-0  | 2-1  | ---- | 1-2  | 2-1  | 1-1  | 1-0  | 4-1  |
| Biolog-Novokubansk         | 0-3  | 0-1  | 1-3  | 2-2  | 3-3  | 0-0  | 1-1  | 2-1  | 1-2  | 1-1  | 1-2  | 0-1  | 1-0  | ---- | 0-1  | 2-2  | 2-1  | 2-2  |
| Družba Majkop              | 1-4  | 0-2  | 1-3  | 1-1  | 0-1  | 1-1  | 2-1  | 2-0  | 1-2  | 0-3  | 0-1  | 1-1  | 1-0  | 1-1  | ---- | 2-1  | 2-0  | 1-0  |
| Terek-2 Groznyj-2          | 0-2  | 0-1  | 0-1  | 1-2  | 1-2  | 0-0  | 0-0  | 1-0  | 1-3  | 1-1  | 1-3  | 1-1  | 2-0  | 1-2  | 1-0  | ---- | 3-2  | 2-1  |
| Krasnodar-2                | 1-2  | 1-3  | 3-0  | 0-1  | 2-0  | 3-2  | 0-4  | 1-1  | 1-0  | 2-2  | 0-0  | 2-0  | 2-4  | 2-0  | 2-2  | 1-1  | ---- | 0-1  |
| Energija Volžskij          | 2-4  | 1-4  | 1-3  | 1-2  | 0-1  | 1-1  | 0-1  | 1-2  | 1-0  | 1-2  | 1-1  | 0-1  | 0-3  | 1-1  | 0-2  | 2-4  | 2-0  | ---- |
| -------------------------- | ---- | ---- | ---- | ---- | ---- | ---- | ---- | ---- | ---- | ---- | ---- | ---- | ---- | ---- | ---- | ---- | ---- | ---- |

## Girone Urali-Volga

### Squadre partecipanti
| Squadra            | Città            | Stagione precedente                                      |
| ------------------ | ---------------- | -------------------------------------------------------- |
| Čeljabinsk         | Čeljabinsk       | 4º nel Girone Urali-Volga di Vtoroj divizion             |
| Dinamo Kirov       | Kirov            | 11º nel Girone Urali-Volga di Vtoroj divizion            |
| KAMAZ              | Naberežnye Čelny | 10º nel Girone Urali-Volga di Vtoroj divizion            |
| Lada-Togliatti     | Togliatti        | 5º nel Girone Urali-Volga di Vtoroj divizion             |
| Nosta Novotroick   | Novotroick       | 12º nel Girone Urali-Volga di Vtoroj divizion            |
| Oktan Perm'        | Perm'            | 13º nel Girone Urali-Volga di Vtoroj divizion            |
| Rubin-2            | Kazan'           | 8º nel Girone Urali-Volga di Vtoroj divizion             |
| Spartak Joškar-Ola | Joškar-Ola       | 15º nel Girone Urali-Volga di Vtoroj divizion, ripescato |
| Syzran'-2003       | Syzran'          | 7º nel Girone Urali-Volga di Vtoroj divizion             |
| Tjumen'            | Tjumen'          | 2º nel Girone Urali-Volga di Vtoroj divizion             |
| Volga Ul'janovsk   | Ul'janovsk       | 3º nel Girone Urali-Volga di Vtoroj divizion             |
| Zenit Iževsk       | Iževsk           | 6º nel Girone Urali-Volga di Vtoroj divizion             |

### Prima fase

#### Classifica finale
|  | Pos. | Squadra            | Pt | G  | V  | N  | P  | GF | GS | DR  |
|  | ---- | ------------------ | -- | -- | -- | -- | -- | -- | -- | --- |
|  | 1.   | Tjumen'            | 53 | 22 | 17 | 2  | 3  | 34 | 13 | +21 |
|  | 2.   | Volga Ul'janovsk   | 50 | 22 | 16 | 2  | 4  | 31 | 18 | +13 |
|  | 3.   | KAMAZ              | 42 | 22 | 13 | 3  | 6  | 39 | 27 | +12 |
|  | 4.   | Čeljabinsk         | 38 | 22 | 11 | 5  | 6  | 38 | 19 | +19 |
|  | 5.   | Syzran'-2003       | 36 | 22 | 9  | 9  | 4  | 29 | 18 | +11 |
|  | 6.   | Zenit Iževsk       | 33 | 22 | 8  | 9  | 5  | 21 | 13 | +8  |
|  | 7.   | Lada-Togliatti     | 27 | 22 | 7  | 6  | 9  | 26 | 28 | -2  |
|  | 8.   | Nosta Novotroick   | 20 | 22 | 4  | 8  | 10 | 24 | 30 | -6  |
|  | 9.   | Oktan Perm'        | 17 | 22 | 3  | 8  | 11 | 12 | 31 | -19 |
|  | 10.  | Spartak Joškar-Ola | 16 | 22 | 2  | 10 | 10 | 17 | 33 | -16 |
|  | 11.  | Rubin-2            | 14 | 22 | 3  | 5  | 14 | 14 | 44 | -30 |
|  | 12.  | Dinamo Kirov       | 13 | 22 | 2  | 7  | 13 | 9  | 20 | -11 |

Legenda:
      Ammesse al Girone per la promozione.
      Ammessa al Girone per la salvezza.

#### Risultati
|                    | TJU  | VOU  | KAM  | CEL  | S03  | ZEI  | LAT  | NON  | OKP  | SPJ  | R2K  | DIK  |
| Tjumen'            | ---- | 1-2  | 1-0  | 2-1  | 1-0  | 2-1  | 1-0  | 2-1  | 4-0  | 4-1  | 1-0  | 1-0  |
| Volga Ul'janovsk   | 1-0  | ---- | 1-2  | 2-1  | 0-1  | 2-1  | 1-0  | 1-0  | 2-0  | 2-2  | 2-0  | 1-0  |
| KAMAZ              | 2-3  | 2-3  | ---- | 0-1  | 2-2  | 0-2  | 3-2  | 2-0  | 3-1  | 2-1  | 4-0  | 1-0  |
| Čeljabinsk         | 0-1  | 1-2  | 3-1  | ---- | 1-3  | 1-0  | 0-0  | 3-3  | 4-0  | 2-1  | 8-0  | 0-0  |
| Syzran'-2003       | 1-2  | 2-0  | 1-3  | 1-2  | ---- | 0-0  | 1-1  | 3-0  | 4-0  | 1-0  | 1-0  | 1-0  |
| Zenit Iževsk       | 0-0  | 0-0  | 1-2  | 2-0  | 0-0  | ---- | 3-0  | 1-0  | 1-0  | 1-1  | 2-1  | 0-1  |
| Lada-Togliatti     | 0-1  | 0-1  | 0-1  | 0-4  | 0-0  | 1-1  | ---- | 2-0  | 2-1  | 1-1  | 4-1  | 2-1  |
| Nosta Novotroick   | 1-1  | 2-0  | 2-3  | 0-0  | 1-2  | 0-2  | 2-2  | ---- | 0-0  | 1-0  | 4-0  | 0-0  |
| Oktan Perm'        | 1-2  | 1-2  | 0-0  | 0-0  | 3-3  | 0-0  | 1-0  | 1-1  | ---- | 2-0  | 0-1  | 1-0  |
| Spartak Joškar-Ola | 0-2  | 1-3  | 2-2  | 0-2  | 1-1  | 1-1  | 1-4  | 2-1  | 0-0  | ---- | 0-0  | 1-0  |
| Rubin-2 Kazan'     | 0-2  | 1-2  | 0-2  | 1-3  | 1-1  | 1-1  | 1-2  | 1-3  | 2-0  | 1-1  | ---- | 0-0  |
| Dinamo Kirov       | 1-0  | 0-1  | 1-2  | 0-1  | 0-0  | 0-1  | 2-3  | 2-2  | 0-0  | 0-0  | 1-2  | ---- |
| ------------------ | ---- | ---- | ---- | ---- | ---- | ---- | ---- | ---- | ---- | ---- | ---- | ---- |

### Seconda fase - Girone Promozione

#### Classifica Finale
|  | Pos. | Squadra          | Pt | G  | V  | N  | P | GF | GS | DR  |
|  | ---- | ---------------- | -- | -- | -- | -- | - | -- | -- | --- |
|  | 1.   | Tjumen'          | 61 | 27 | 19 | 4  | 4 | 44 | 17 | +27 |
|  | 2.   | Volga Ul'janovsk | 60 | 27 | 19 | 3  | 5 | 40 | 23 | +17 |
|  | 3.   | KAMAZ            | 49 | 27 | 15 | 4  | 8 | 44 | 36 | +8  |
|  | 4.   | Čeljabinsk       | 44 | 27 | 13 | 5  | 9 | 45 | 25 | +20 |
|  | 5.   | Zenit Iževsk     | 40 | 27 | 10 | 10 | 7 | 28 | 19 | +9  |
|  | 6.   | Syzran'-2003     | 40 | 27 | 10 | 10 | 7 | 33 | 30 | +3  |

#### Verdetti
- Tjumen' promosso in Pervenstvo Futbol'noj Nacional'noj Ligi 2014-2015.

#### Risultati
|                  | TJU  | VOU  | KAM  | CEL  | ZEI  | S03  |
| Tjumen'          | ---- | ---- | 6-1  | 0-1  | 1-1  | ---- |
| Volga Ul'janovsk | 0-2  | ---- | ---- | ---- | 1-0  | 4-0  |
| KAMAZ            | ---- | 1-1  | ---- | 1-0  | 2-0  | ---- |
| Čeljabinsk       | ---- | 2-3  | ---- | ---- | ---- | 3-0  |
| Zenit Iževsk     | ---- | ---- | ---- | 2-1  | ---- | 4-1  |
| Syzran'-2003     | 1-1  | ---- | 2-0  | ---- | ---- | ---- |
| ---------------- | ---- | ---- | ---- | ---- | ---- | ---- |

### Seconda fase - Girone Salvezza

#### Classifica Finale
|  | Pos. | Squadra            | Pt | G  | V | N  | P  | GF | GS | DR  |
|  | ---- | ------------------ | -- | -- | - | -- | -- | -- | -- | --- |
|  | 7.   | Lada-Togliatti     | 35 | 27 | 9 | 8  | 10 | 31 | 31 | +0  |
|  | 8.   | Nosta Novotroick   | 29 | 27 | 6 | 11 | 10 | 30 | 32 | -2  |
|  | 9.   | Oktan Perm'        | 25 | 27 | 5 | 10 | 12 | 17 | 35 | -18 |
|  | 10.  | Dinamo Kirov       | 23 | 27 | 5 | 8  | 14 | 16 | 23 | -7  |
|  | 11.  | Spartak Joškar-Ola | 18 | 27 | 2 | 12 | 13 | 20 | 41 | -21 |
|  | 12.  | Rubin-2            | 16 | 27 | 3 | 7  | 17 | 18 | 54 | -36 |

#### Verdetti
- Rubin-2 Kazan' retrocesso tra i dilettanti.

#### Risultati
|                    | LAT  | NON  | OKP  | DIK  | SPJ  | R2K  |
| Lada-Togliatti     | ---- | ---- | 2-1  | 1-2  | 2-0  | ---- |
| Nosta Novotroick   | 0-0  | ---- | ---- | 0-0  | ---- | 3-1  |
| Oktan Perm'        | ---- | 0-0  | ---- | 1-0  | 0-0  | ---- |
| Dinamo Kirov       | ---- | ---- | ---- | ---- | 2-1  | 3-0  |
| Spartak Joškar-Ola | ---- | 1-3  | ---- | ---- | ---- | 1-1  |
| Rubin-2 Kazan'     | 0-0  | ---- | 2-3  | ---- | ---- | ---- |
| ------------------ | ---- | ---- | ---- | ---- | ---- | ---- |

## Girone Est

### Squadre partecipanti
| Squadra          | Città                | Stagione precedente                              |
| ---------------- | -------------------- | ------------------------------------------------ |
| Amur-2010        | Blagoveščensk        | 4º nel Girone Est di Vtoroj divizion             |
| Bajkal Irkutsk   | Irtutsk              | 8º nel Girone Est di Vtoroj divizion             |
| Čita             | Čita                 | 2º nel Girone Est di Vtoroj divizion             |
| Irtyš Omsk       | Omsk                 | 9º nel Girone Est di Vtoroj divizion             |
| Jakutija Jakutsk | Jakutsk              | 7º nel Girone Est di Vtoroj divizion             |
| Sachalin         | Južno-Sachalinsk     | 3º nel Girone Est di Vtoroj divizion             |
| Sibir'-2         | Novosibirsk          | 11º nel Girone Est di Vtoroj divizion, ripescato |
| Sibirjak Bratsk  | Bratsk               | 10º nel Girone Est di Vtoroj divizion            |
| Smena K.N.A.     | Komsomol'sk-na-Amure | 5º nel Girone Est di Vtoroj divizion             |

### Classifica finale
|  | Pos. | Squadra          | Pt | G  | V  | N | P  | GF | GS | DR  |
|  | ---- | ---------------- | -- | -- | -- | - | -- | -- | -- | --- |
|  | 1.   | Sachalin         | 51 | 24 | 15 | 6 | 3  | 44 | 16 | +28 |
|  | 2.   | Čita             | 42 | 24 | 12 | 6 | 6  | 31 | 20 | +11 |
|  | 3.   | Smena K.N.A.     | 41 | 24 | 12 | 5 | 7  | 33 | 18 | +15 |
|  | 4.   | Amur-2010        | 38 | 24 | 11 | 5 | 8  | 30 | 24 | +6  |
|  | 5.   | Bajkal Irkutsk   | 36 | 24 | 9  | 9 | 6  | 31 | 20 | +11 |
|  | 6.   | Jakutija Jakutsk | 35 | 24 | 10 | 5 | 9  | 36 | 36 | +0  |
|  | 7.   | Irtyš Omsk       | 32 | 24 | 8  | 8 | 8  | 28 | 28 | +0  |
|  | 8.   | Sibir'-2         | 14 | 24 | 4  | 2 | 18 | 15 | 45 | -30 |
|  | 9.   | Sibirjak Bratsk  | 10 | 24 | 2  | 4 | 18 | 11 | 52 | -41 |

### Verdetti
- Sachalin promosso in Pervenstvo Futbol'noj Nacional'noj Ligi 2014-2015.

### Risultati
|                  | SAC     | CIT     | SKA     | A10     | BAI     | JAJ     | IRO     | SI2     | SIB     |
| Sachalin         | ----    | 1-1     | 1-0 2-1 | 1-0     | 1-1     | 1-0 1-2 | 2-0 2-1 | 5-0 2-0 | 3-0     |
| Čita             | 0-2 4-1 | ----    | 1-0     | 4-0 0-0 | 2-1 1-0 | 4-0     | 0-0     | 0-3     | 1-0 2-0 |
| Smena K.N.A.     | 2-4     | 3-0 0-1 | ----    | 0-1     | 0-0     | 0-0 2-1 | 0-0 3-0 | 2-0     | 3-1     |
| Amur-2010        | 1-1 0-0 | 2-1     | 1-3 2-0 | ----    | 1-0 1-2 | 1-1     | 1-2     | 3-0     | 3-0 1-0 |
| Bajkal Irkutsk   | 2-1 0-0 | 1-0     | 1-1 0-0 | 0-0     | ----    | 3-0     | 1-1 2-1 | 0-0     | 4-0 2-0 |
| Jakutija Jakutsk | 0-3     | 2-1 1-3 | 0-1     | 2-1 2-3 | 2-2 2-1 | ----    | 4-1     | 2-0     | 0-0 7-1 |
| Irtyš Omsk       | 1-1     | 1-1 0-0 | 0-1     | 1-0 1-3 | 2-0     | 1-2 4-1 | ----    | 2-1 3-0 | 3-2     |
| Sibir'-2         | 0-3     | 1-2 0-1 | 0-1     | 0-2 2-1 | 2-3 1-5 | 0-2 1-2 | 1-1     | ----    | 1-0     |
| Sibirjak Bratsk  | 0-3     | 1-1     | 1-3 1-5 | 1-2     | 1-0     | 1-1     | 0-0 0-2 | 1-0 0-2 | ----    |
| ---------------- | ------- | ------- | ------- | ------- | ------- | ------- | ------- | ------- | ------- |